# Franciszek Brodniewicz
Franciszek Brodniewicz (n. 29 noiembrie 1892, Kwilcz⁠(d), Międzychód County⁠(d), voievodatul Polonia Mare, Polonia – d. 17 august 1944, Varșovia, Guvernământul General) a fost un actor polonez. A murit în timpul Revoltei din Varșovia.

## Filmografie
- Dymitr Samozwaniec ca Sigismund al III-lea Vasa (1922)
- Prokurator Alicja Horn ca Jan Winkler (1933)
- Śluby ułańskie ca Gończa (1934)
- Black Pearl ca soțul Renei (1934)
- Córka generala Pankratowa ca Bolesław (1934)
- Dzień wielkiej przygody (1935)
- Dwie Joasie ca avocat Rostalski (1935)
- Trędowata ca Waldemar Michorowski (1936)
- Pan Twardowski ca Twardowski (1936)
- Wierna rzeka ca Wiesnicyn (1936)
- Augustus cel Puternic (1936)
- Mały marynarz ca Franciszek Nowicki (1936)
- Papa się żeni ca Robert Viscont) (1936)
- Ułan księcia Józefa ca Józef Poniatowski (1937)
- Ordynat Michorowski ca Waldemar Michorowski (1937)
- Wrzos ca Andrzej Sanicki (1938)
- Moi rodzice rozwodzą się ca Jerzy Sławomir (1938)
- U kresu drogi ca hrabia Wiktor Łański (1939)
- Doctor Murek ca Doctor Murek (1939)
- Przez łzy do szczęścia ca Jan Monkiewicz (1941)